# Robert Bosch

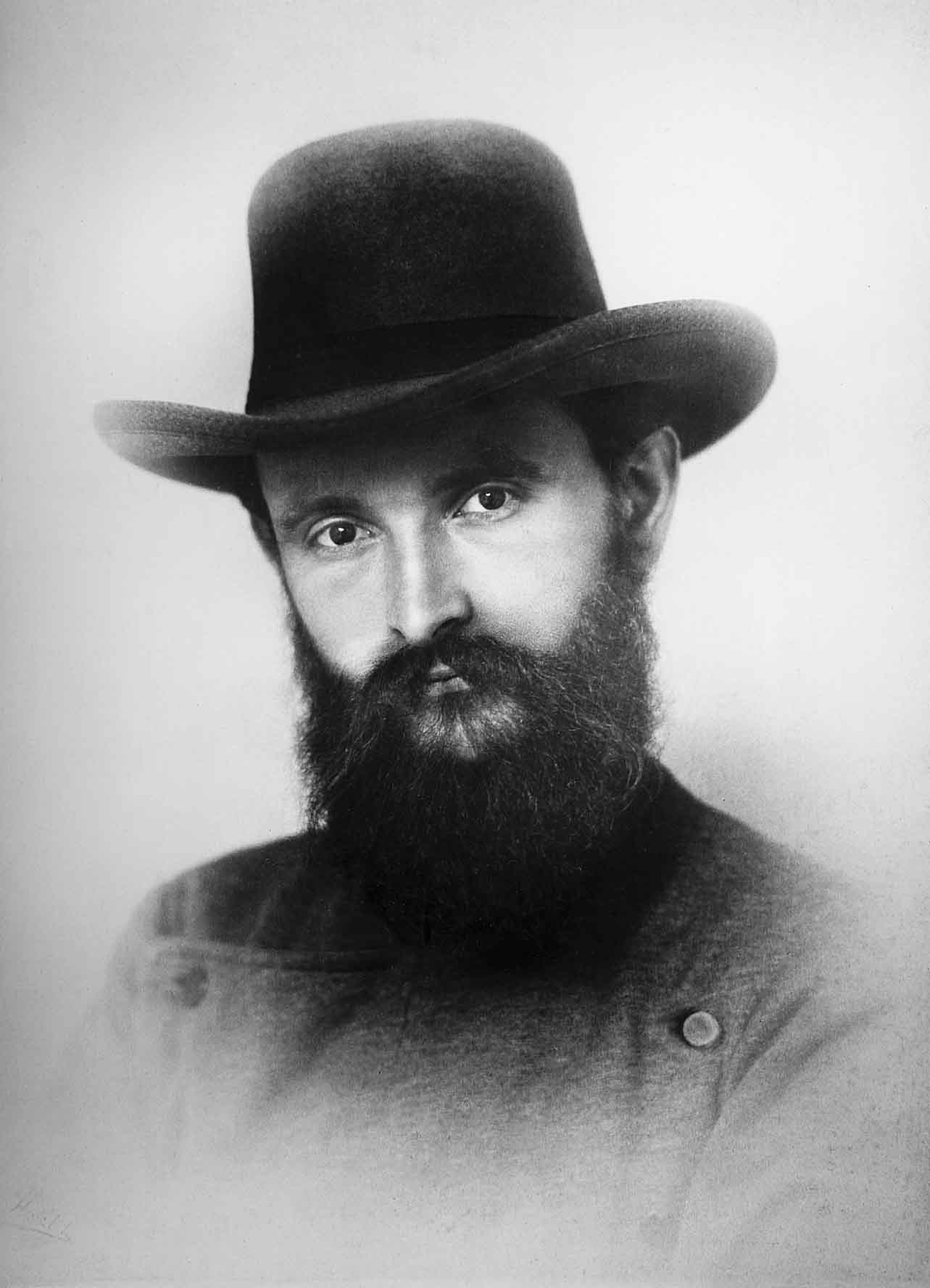
Robert Bosch op 27-jarige leeftijd

Robert Bosch (Albeck, 23 september 1861 - Stuttgart, 12 maart 1942) was een Duits uitvinder, ingenieur, industrieel en filantroop. Hij was in 1886 oprichter van het bedrijf Robert Bosch GmbH.

## Jeugd
Bosch werd in het dorp Albeck in de buurt van Ulm geboren. Hij was de elfde van twaalf kinderen van de welgestelde pensionhouder, landbouwer en bierbrouwer Servatius Bosch en zijn echtgenote Maria Margaretha. Beide ouders hadden grote hofsteden geërfd. De vader had een goede opleiding genoten.
Van 1869 tot 1876 volgde Robert Bosch in Ulm middelbaar onderwijs waarna hij op aanraden van zijn vader een opleiding voor fijnmonteur deed. Vervolgens werkte hij enkele jaren bij een aantal bedrijven in Duitsland, het Verenigd Koninkrijk en de Verenigde Staten.

## Bedrijf
In 1886 stichtte hij zijn eigen bedrijf, de Werkstätte für Feinmechanik und Elektrotechnik te Stuttgart. Op aanvraag van een klant ontwikkelde Robert Bosch in 1887 de eerste magneetontsteking, die in die tijd voor de brandstofontsteking van stationair lopende motoren werd gebruikt. Tien jaar later, in 1897, slaagde Bosch er in een magneetontsteking in een automobiel te installeren. Daarmee had hij een oplossing gevonden voor een van de grootste technische problemen waarmee de automobieltechniek in die tijd worstelde. Hij werd meteen een succesvolle toeleverancier in de automobielsector.
In 1898 opende Bosch in Groot-Brittannië zijn eerste buitenlandse vertegenwoordiging. Een jaar later volgde Frankrijk en in 1906 de USA. In 1913 had de onderneming vestigingen in alle werelddelen en werd 88 procent van de omzet buiten de Duitse landsgrenzen gerealiseerd.

## Uitvindingen
Bosch perfectioneerde de brandstofpomp voor de dieselmotor, waardoor de dieselmotor geschikt werd voor de automobielindustrie.

## Politiek
Het bedrijf van Bosch voerde in 1906 als een van de eerste in Duitsland de achturige werkdag in. De productiviteit van de werknemers werd hierdoor gestimuleerd. Ook kwam er een tweeploegenstelsel.
In de jaren twintig en dertig was Robert Bosch ook politiek actief. Als liberale ondernemer was hij lid van diverse economisch commissies. Hij investeerde veel in energie en financiële middelen in de verzoening tussen Duitsland en Frankrijk. Hij hoopte daarbij op een duurzame vrede in Europa en op de oprichting van een Europees economisch gebied zonder douanebarrières.

## Filantropie
Zijn zin voor maatschappelijke verantwoordelijkheid maakte dat Bosch belangrijke schenkingen deed  aan de Duitse deelstaat Württemberg en de stad Stuttgart. Hoogtepunt van dit engagement was de bouw van een ziekenhuis dat in 1940 ter beschikking kwam voor de inwoners van de stad Stuttgart. In 1937 legde Bosch in zijn testament vast dat na zijn dood het dividend uit de onderneming gebruikt moest worden om goede doelen te steunen.